# Ronde van Zwitserland 2010
De 74e editie van de Ronde van Zwitserland werd verreden van 12 tot en met 20 juni 2010. De wedstrijd maakte deel uit van de UCI ProTour. De wedstrijd gaat van start met een tijdrit in Lugano en eindigt ook met een tijdrit in Liestal.
In totaal moesten de renners 1.353 km afleggen verdeeld over negen etappes. Van de 1353 km worden 34,5 km verreden in tijdritten. Titelverdediger was Fabian Cancellara.
Het beste Nederlandse resultaat kwam van Robert Gesink die vijfde werd in het eindklassement en de koninginnenrit won. De beste Belg in het eindklassement was Stijn Devolder op de 17e plaats.

## Startlijst
Eenentwintig teams met elk acht renners doen mee aan deze editie.
| 18 UCI ProTour-ploegen | 18 UCI ProTour-ploegen | 18 UCI ProTour-ploegen | 3 wildcards     |
| ---------------------- | ---------------------- | ---------------------- | --------------- |
| AG2R-La Mondiale       | Garmin-Transitions     | Team HTC-Columbia      | BMC Racing Team |
| Astana                 | Lampre-Farnese Vini    | Team Katjoesja         | Cervélo         |
| Caisse d'Epargne       | Liquigas-Doimo         | Team Milram            | Vacansoleil     |
| Euskaltel-Euskadi      | Omega Pharma-Lotto     | Team RadioShack        |                 |
| Footon-Servetto-Fuji   | Quick Step             | Team Saxo Bank         |                 |
| Française des Jeux     | Rabobank               | Team Sky               |                 |

## Etappe-overzicht
| # | datum   | Etappe                    | Afstand  | Winnaar             | Team              | Leider algemeen klassement |
| - | ------- | ------------------------- | -------- | ------------------- | ----------------- | -------------------------- |
| 1 | 13 juni | Lugano (IT)               | 7,6 km   | Fabian Cancellara   | Team Saxo Bank    | Fabian Cancellara          |
| 2 | 14 juni | Ascona - Sierre           | 167,5 km | Heinrich Haussler   | Cervélo           | Fabian Cancellara          |
| 3 | 15 juni | Sierre - Schwarzenburg    | 196,6 km | Fränk Schleck       | Team Saxo Bank    | Tony Martin                |
| 4 | 16 juni | Schwarzenburg - Wettingen | 192,2 km | Alessandro Petacchi | Lampre            | Tony Martin                |
| 5 | 17 juni | Wettingen - Frutigen      | 172,5 km | Marcus Burghardt    | BMC Racing Team   | Tony Martin                |
| 6 | 18 juni | Meiringen - La Punt       | 213,3 km | Robert Gesink       | Rabobank          | Robert Gesink              |
| 7 | 19 juni | Savognin - Wetzikon       | 204,1 km | Marcus Burghardt    | BMC Racing Team   | Robert Gesink              |
| 8 | 20 juni | Wetzikon - Liestal        | 172,4 km | Rui Costa           | Caisse d'Epargne  | Robert Gesink              |
| 9 | 21 juni | Liestal - Liestal (IT)    | 26,9 km  | Tony Martin         | Team Columbia-HTC | Fränk Schleck              |

## Etappe-uitslagen

### 1e etappe
| Uitslag Etappe | Uitslag Etappe    | Uitslag Etappe | Uitslag Etappe |
| rang           | renner            | land           | tijd           |
| -------------- | ----------------- | -------------- | -------------- |
| 1              | Fabian Cancellara | Zwitserland    | 10' 21"        |
| 2              | Roman Kreuziger   | Tsjechië       | + 0' 01"       |
| 3              | Tony Martin       | Duitsland      | + 0' 03"       |
| 4              | Peter Sagan       | Slowakije      | z.t.           |
| 5              | Dries Devenyns    | België         | + 0' 10"       |

| Tussenstand algemeen klassement | Tussenstand algemeen klassement | Tussenstand algemeen klassement | Tussenstand algemeen klassement |
| rang                            | renner                          | land                            | tijd                            |
| ------------------------------- | ------------------------------- | ------------------------------- | ------------------------------- |
|                                 | Fabian Cancellara               | Zwitserland                     | 10' 21"                         |
| 2                               | Roman Kreuziger                 | Tsjechië                        | + 0' 01"                        |
| 3                               | Tony Martin                     | Duitsland                       | + 0' 03"                        |
| 4                               | Peter Sagan                     | Slowakije                       | z.t.                            |
| 5                               | Dries Devenyns                  | België                          | + 0' 10"                        |

### 2e etappe
| Uitslag Etappe | Uitslag Etappe    | Uitslag Etappe | Uitslag Etappe |
| rang           | renner            | land           | tijd           |
| -------------- | ----------------- | -------------- | -------------- |
| 1              | Heinrich Haussler | Duitsland      | 4u 25' 26"     |
| 2              | Pablo Urtasun     | Spanje         | z.t.           |
| 3              | Marco Marcato     | Italië         | z.t.           |
| 4              | Óscar Freire      | Spanje         | z.t.           |
| 5              | Gerald Ciolek     | Duitsland      | z.t.           |

| Tussenstand algemeen klassement | Tussenstand algemeen klassement | Tussenstand algemeen klassement | Tussenstand algemeen klassement |
| rang                            | renner                          | land                            | tijd                            |
| ------------------------------- | ------------------------------- | ------------------------------- | ------------------------------- |
|                                 | Fabian Cancellara               | Zwitserland                     | 4u 35' 37"                      |
| 2                               | Roman Kreuziger                 | Tsjechië                        | + 0' 01"                        |
| 3                               | Tony Martin                     | Duitsland                       | + 0' 03"                        |
| 4                               | Dries Devenyns                  | België                          | + 0' 10"                        |
| 5                               | Gustav Larsson                  | Zweden                          | + 0' 11"                        |

### 3e etappe
| Uitslag Etappe | Uitslag Etappe | Uitslag Etappe | Uitslag Etappe |
| rang           | renner         | land           | tijd           |
| -------------- | -------------- | -------------- | -------------- |
| 1              | Fränk Schleck  | Luxemburg      | 5u 02' 21"     |
| 2              | Rigoberto Urán | Colombia       | z.t.           |
| 3              | Bauke Mollema  | Nederland      | + 0' 03"       |
| 4              | Steve Morabito | Zwitserland    | z.t.           |
| 5              | Matteo Carrara | Italië         | z.t.           |

| Tussenstand algemeen klassement | Tussenstand algemeen klassement | Tussenstand algemeen klassement | Tussenstand algemeen klassement |
| rang                            | renner                          | land                            | tijd                            |
| ------------------------------- | ------------------------------- | ------------------------------- | ------------------------------- |
|                                 | Tony Martin                     | Duitsland                       | 9u 38' 04"                      |
| 2                               | Fabian Cancellara               | Zwitserland                     | + 0' 01"                        |
| 3                               | Thomas Lövkvist                 | Zweden                          | + 0' 09"                        |
| 4                               | Rigoberto Urán                  | Colombia                        | + 0' 10"                        |
| 5                               | Dries Devenyns                  | België                          | + 0' 11"                        |

### 4e etappe
| Uitslag Etappe | Uitslag Etappe      | Uitslag Etappe | Uitslag Etappe |
| rang           | renner              | land           | tijd           |
| -------------- | ------------------- | -------------- | -------------- |
| 1              | Alessandro Petacchi | Italië         | 4u 57' 33"     |
| 2              | Matti Breschel      | Denemarken     | z.t.           |
| 3              | Marco Marcato       | Italië         | z.t.           |
| 4              | José Joaquín Rojas  | Spanje         | z.t.           |
| 5              | Robbie McEwen       | Australië      | z.t.           |

| Tussenstand algemeen klassement | Tussenstand algemeen klassement | Tussenstand algemeen klassement | Tussenstand algemeen klassement |
| rang                            | renner                          | land                            | tijd                            |
| ------------------------------- | ------------------------------- | ------------------------------- | ------------------------------- |
|                                 | Tony Martin                     | Duitsland                       | 14u 35' 37"                     |
| 2                               | Fabian Cancellara               | Zwitserland                     | + 0' 01"                        |
| 3                               | Thomas Lövkvist                 | Zweden                          | + 0' 09"                        |
| 4                               | Rigoberto Urán                  | Colombia                        | + 0' 10"                        |
| 5                               | Dries Devenyns                  | België                          | + 0' 11"                        |

### 5e etappe
| Uitslag Etappe | Uitslag Etappe   | Uitslag Etappe | Uitslag Etappe |
| rang           | renner           | land           | tijd           |
| -------------- | ---------------- | -------------- | -------------- |
| 1              | Marcus Burghardt | Duitsland      | 4u 21' 23"     |
| 2              | Martijn Maaskant | Nederland      | + 0' 02"       |
| 3              | Daniel Oss       | Italië         | + 0' 04"       |
| 4              | Diego Ulissi     | Italië         | + 0' 47"       |
| 5              | Robbie McEwen    | Australië      | z.t.           |

| Tussenstand algemeen klassement | Tussenstand algemeen klassement | Tussenstand algemeen klassement | Tussenstand algemeen klassement |
| rang                            | renner                          | land                            | tijd                            |
| ------------------------------- | ------------------------------- | ------------------------------- | ------------------------------- |
|                                 | Tony Martin                     | Duitsland                       | 18u 57' 47"                     |
| 2                               | Fabian Cancellara               | Zwitserland                     | + 0' 01"                        |
| 3                               | Thomas Lövkvist                 | Zweden                          | + 0' 09"                        |
| 4                               | Rigoberto Urán                  | Colombia                        | + 0' 10"                        |
| 5                               | Dries Devenyns                  | België                          | + 0' 11"                        |

### 6e etappe
| Uitslag Etappe | Uitslag Etappe    | Uitslag Etappe   | Uitslag Etappe |
| rang           | renner            | land             | tijd           |
| -------------- | ----------------- | ---------------- | -------------- |
| 1              | Robert Gesink     | Nederland        | 6u 20' 53"     |
| 2              | Rigoberto Urán    | Colombia         | + 0' 42"       |
| 3              | Joaquím Rodríguez | Spanje           | z.t.           |
| 4              | Oliver Zaugg      | Zwitserland      | z.t.           |
| 5              | Lance Armstrong   | Verenigde Staten | z.t.           |

| Tussenstand algemeen klassement | Tussenstand algemeen klassement | Tussenstand algemeen klassement | Tussenstand algemeen klassement |
| rang                            | renner                          | land                            | tijd                            |
| ------------------------------- | ------------------------------- | ------------------------------- | ------------------------------- |
|                                 | Robert Gesink                   | Nederland                       | 25u 18' 57"                     |
| 2                               | Rigoberto Urán                  | Colombia                        | + 0' 29"                        |
| 3                               | Steve Morabito                  | Zwitserland                     | + 0' 36"                        |
| 4                               | Fränk Schleck                   | Luxemburg                       | + 0' 38"                        |
| 5                               | Joaquím Rodríguez               | Spanje                          | + 0' 42"                        |

### 7e etappe
| Uitslag Etappe | Uitslag Etappe    | Uitslag Etappe | Uitslag Etappe |
| rang           | renner            | land           | tijd           |
| -------------- | ----------------- | -------------- | -------------- |
| 1              | Marcus Burghardt  | Duitsland      | 4u 52' 02"     |
| 2              | Óscar Freire      | Spanje         | + 1' 01"       |
| 3              | Greg Van Avermaet | België         | z.t.           |
| 4              | Manuel Quinziato  | Italië         | z.t.           |
| 5              | Luis León Sánchez | Spanje         | + 1' 08"       |

| Tussenstand algemeen klassement | Tussenstand algemeen klassement | Tussenstand algemeen klassement | Tussenstand algemeen klassement |
| rang                            | renner                          | land                            | tijd                            |
| ------------------------------- | ------------------------------- | ------------------------------- | ------------------------------- |
|                                 | Robert Gesink                   | Nederland                       | 30u 15' 59"                     |
| 2                               | Rigoberto Urán                  | Colombia                        | + 0' 29"                        |
| 3                               | Steve Morabito                  | Zwitserland                     | + 0' 36"                        |
| 4                               | Fränk Schleck                   | Luxemburg                       | + 0' 38"                        |
| 5                               | Joaquím Rodríguez               | Spanje                          | + 0' 42"                        |

### 8e etappe
| Uitslag Etappe | Uitslag Etappe     | Uitslag Etappe | Uitslag Etappe |
| rang           | renner             | land           | tijd           |
| -------------- | ------------------ | -------------- | -------------- |
| 1              | Rui Costa          | Portugal       | 4u 10' 32"     |
| 2              | José Joaquín Rojas | Spanje         | + 0' 15"       |
| 3              | Maxime Monfort     | België         | + 0' 19"       |
| 4              | Sandy Casar        | Frankrijk      | + 0' 34"       |
| 5              | Alessandro Vanotti | Italië         | z.t.           |

| Tussenstand algemeen klassement | Tussenstand algemeen klassement | Tussenstand algemeen klassement | Tussenstand algemeen klassement |
| rang                            | renner                          | land                            | tijd                            |
| ------------------------------- | ------------------------------- | ------------------------------- | ------------------------------- |
|                                 | Robert Gesink                   | Nederland                       | 34u 27' 47"                     |
| 2                               | Rigoberto Urán                  | Colombia                        | + 0' 29"                        |
| 3                               | Steve Morabito                  | Zwitserland                     | + 0' 36"                        |
| 4                               | Fränk Schleck                   | Luxemburg                       | + 0' 38"                        |
| 5                               | Joaquím Rodríguez               | Spanje                          | + 0' 42"                        |

### 9e etappe
| \| Uitslag Etappe \| Uitslag Etappe \| Uitslag Etappe \| Uitslag Etappe \| \| rang \| renner \| land \| tijd \| \| -------------- \| ----------------- \| ---------------- \| -------------- \| \| 1 \| Tony Martin \| Duitsland \| 32' 21" \| \| 2 \| Fabian Cancellara \| Zwitserland \| + 0' 17" \| \| 3 \| David Zabriskie \| Verenigde Staten \| + 0' 29" \| \| 4 \| Gustav Larsson \| Zweden \| + 0' 48" \| \| 5 \| Levi Leipheimer \| Verenigde Staten \| z.t. \| |                   |                  |          |
| Uitslag Etappe |                   |                  |          |
| rang | renner            | land             | tijd     |
| 1 | Tony Martin       | Duitsland        | 32' 21"  |
| 2 | Fabian Cancellara | Zwitserland      | + 0' 17" |
| 3 | David Zabriskie   | Verenigde Staten | + 0' 29" |
| 4 | Gustav Larsson    | Zweden           | + 0' 48" |
| 5 | Levi Leipheimer   | Verenigde Staten | z.t.     |

## Eindklassementen
|  |

### Algemeen klassement
| Plaats    | Naam              | Ploeg            | Tijd      |
| --------- | ----------------- | ---------------- | --------- |
| Gele trui | Fränk Schleck     | Team Saxo Bank   | 35u02'00" |
| 2         | Lance Armstrong   | RadioShack       | + 12"     |
| 3         | Jakob Fuglsang    | Team Saxo Bank   | + 17"     |
| 4         | Steve Morabito    | BMC Racing Team  | + 23"     |
| 5         | Robert Gesink     | Rabobank         | + 27"     |
| 6         | Tony Martin       | HTC-Columbia     | z.t.      |
| 7         | Rigoberto Urán    | Caisse d'Epargne | + 33"     |
| 8         | Andreas Klöden    | RadioShack       | + 48"     |
| 9         | Joaquím Rodríguez | Katjoesja        | + 1' 09"  |
| 10        | Levi Leipheimer   | RadioShack       | + 1' 14"  |

### Puntenklassement
| Plaats           | Naam               | Ploeg            | Tijd |
| ---------------- | ------------------ | ---------------- | ---- |
| Lichtblauwe trui | Marcus Burghardt   | BMC Racing Team  | 50   |
| 2                | José Joaquín Rojas | Caisse d'Epargne | 50   |
| 3                | Marco Marcato      | Vacansoleil      | 43   |

### Bergklassement
| Plaats      | Naam          | Ploeg           | Tijd |
| ----------- | ------------- | --------------- | ---- |
| Groene trui | Mathias Frank | BMC Racing Team | 49   |
| 2           | Wout Poels    | Vacansoleil     | 40   |
| 3           | Robert Gesink | Rabobank        | 21   |

### Sprintklassement
| Plaats      | Naam             | Ploeg             | Tijd |
| ----------- | ---------------- | ----------------- | ---- |
| Blauwe trui | Mathias Frank    | BMC Racing Team   | 16   |
| 2           | Marcus Burghardt | BMC Racing Team   | 15   |
| 3           | Javier Aramendia | Euskaltel-Euskadi | 12   |

### Ploegenklassement
| Plaats | Ploeg            | Tijd       |
| ------ | ---------------- | ---------- |
|        | Team Saxo Bank   | 105u03'40" |
| 2      | RadioShack       | + 4' 34"   |
| 3      | Caisse d'Epargne | + 16' 33"  |

Mannen: 1933 · 1934 · 1935 · 1936 · 1937 · 1938 · 1939 · 1940 · 1941 · 1942 · 1943 · 1944 · 1945 · 1946 · 1947 · 1948 · 1949 · 1950 · 1951 · 1952 · 1953 · 1954 · 1955 · 1956 · 1957 · 1958 · 1959 · 1960 · 1961 · 1962 · 1963 · 1964 · 1965 · 1966 · 1967 · 1968 · 1969 · 1970 · 1971 · 1972 · 1973 · 1974 · 1975 · 1976 · 1977 · 1978 · 1979 · 1980 · 1981 · 1982 · 1983 · 1984 · 1985 · 1986 · 1987 · 1988 · 1989 · 1990 · 1991 · 1992 · 1993 · 1994 · 1995 · 1996 · 1997 · 1998 · 1999 · 2000 · 2001 · 2002 · 2003 · 2004 · 2005 · 2006 · 2007 · 2008 · 2009 · 2010 · 2011 · 2012 · 2013 · 2014 · 2015 · 2016 · 2017 · 2018 · 2019 · 2020 · 2021 · 2022 · 2023 · 2024 · 2025
Vrouwen: 1998 · 1999 · 2000 · 2001 · 2002-2020 · 2021 · 2022 · 2023 · 2024 · 2025
 Tour Down Under · 
 Ronde van Catalonië · 
 Gent-Wevelgem · 
 Ronde van Vlaanderen · 
 Ronde van het Baskenland · 
 Amstel Gold Race · 
 Ronde van Romandië · 
 Dauphiné · 
 Ronde van Zwitserland · 
 Clásica San Sebastián · 
 Ronde van Polen · 
 Vattenfall Cyclassics · 
 GP Ouest France-Plouay · 
  Eneco Tour · 
 Grote Prijs van Quebec · 
 Grote Prijs van Montreal